# Sofina
Sofina, Société Financière de Transports et d'Entreprises Industrielles - бельгійська холдингова компанія зі штаб-квартирою в Брюсселі з офісами в Сінгапурі та Люксембургу. За індексом BEL 20 входить до двадцятки найбільших за капіталізацією компаній Бельгії. Компанія інвестує в кілька промислових секторів, таких як телекомунікації (7%), банки та страхування (6%), прямі інвестиції (6%), B2B (18%), споживчі товари (31%), енергетика (6%), дистрибуція продуктів харчування (8%) та різні інші сектори (10%). Географічно інвестиції Sofina розташовані в Бельгії, Франції, Люксембургу, Нідерландах, Великобританії, Китаї, Індії та Північній Америці.

## Історія
Компанія була заснована в 1898 році. З 1905 по 1955 рік її очолював бельгійсько-американський інженер німецького походження Денні Хайнеман (1872-1962). Історично компанія належала Anglo-Argentine Tramways Company, яка на той час була одним з найбільших трамвайних операторів у світі. Нинішні сімейні акціонери почали інвестувати у 1955. У 1956 році Ів Боель призначається директором. У 1964 році сім'я Боель (Boël) отримала контроль разом з Société Générale de Belgique.

## Врядування, менеджмент та структура акціонерів

### Керівництво та управління
- Голова правління:  Девід Верей з 2014 року[9] (змінив на цій посаді Річарда Гоблета д'Альвієлла)
- Менеджмент: Гарольд Боель, генеральний директор[10], Ксав'є Койрбай, Вотьє де Бассомп'єр, Франсуа Жилле.

### Структура акціонерів
Більшість акцій належить родині Боель. Решта акцій котирується на біржі Euronext Brussels, а Sofina є частиною індексу BEL 20.